# Atdhe Nuhiu
Atdhe Nuhiu (Pristina, 29 de julio de 1989) es un exfutbolista kosovar que jugaba de delantero. Desde octubre de 2024 es entrenador asistente del S. C. Rheindorf Altach de Austria.

## Clubes
| Club                      | País       | Año       |
| ------------------------- | ---------- | --------- |
| F. C. Wels                | Austria    | 2005-2008 |
| SK Austria Kärnten        | Austria    | 2008-2010 |
| S. V. Ried (préstamo)     | Austria    | 2009-2010 |
| S. K. Rapid Viena         | Austria    | 2010-2013 |
| Eskişehirspor (préstamo)  | Turquía    | 2012-2013 |
| Sheffield Wednesday F. C. | Inglaterra | 2013-2020 |
| APOEL de Nicosia          | Chipre     | 2020-2021 |
| S. C. Rheindorf Altach    | Austria    | 2021-2024 |